# 田中幹夫
田中 幹夫（たなか みきお、1961年〈昭和36年〉9月23日 - ）は、日本の政治家。現富山県南砺市長（現在5期目）。

## 来歴
- 1961年（昭和36年）- 9月23日、富山県南砺市（旧東礪波郡利賀村）出身。
- 1980年（昭和55年）- 3月、富山県立八尾高等学校卒業。
- 1984年（昭和59年）- 3月、工学院大学工学部電気工学科卒業。
  - 4月、吉田工業（現YKK）入社。
- 1989年（平成元年）- 4月、利賀村職員。演劇による地域活性化などに取り組む。
- 2004年（平成16年）- 11月28日、南砺市議会議員。
- 2008年（平成20年）‐ 11月16日、南砺市長に初当選。
- 2012年（平成24年）- 10月28日、無投票にて再選。
- 2016年（平成28年）- 11月6日、無投票にて3選。
- 2020年（令和2年）- 11月8日、無投票にて4選。
- 2024年（令和6年）- 11月10日、無投票にて5選。

## 人物
- 趣味はそば打ち。
- 浄土真宗大谷派　五谷山西勝寺衆徒。西勝寺下の上畠念仏道場の家の出であり、上畠念仏道場の道場坊も兼ねている。

## 所属団体・関連団体
- 明治の日を作る首長会（副会長）[3]